# Tennis Napoli Cup 1998
Il Tennis Napoli Cup 1998 è stato un torneo di tennis facente parte della categoria ATP Challenger Series nell'ambito dell'ATP Challenger Series 1998. Il torneo si è giocato a Napoli in Italia dal 6 al 12 aprile 1998 su campi in terra rossa.

## Vincitori

### Singolare
Davide Sanguinetti ha battuto in finale  Marat Safin con il punteggio di 6–4, 6–4

### Doppio
Massimo Bertolini /  Devin Bowen hanno battuto in finale  Tamer El Sawy /  Gábor Köves con il punteggio di 7–6, 6–2